# 俺スタ!〜俺とアイツがアイドルスター★〜
『俺スタ!〜俺とアイツがアイドルスター★〜』（おれスタ おれとアイツがアイドルスター）は、2012年12月26日に俺!プロジェクト（サンソフト）から発売されたBLゲーム・女性向け恋愛シミュレーションゲーム。
月城プロダクションでアイドルとしてスカウトされた主人公（地場遙）の視点で、選択したキャラクターとの恋愛が描かれる。
App Store、Google Play、Gree、Kindleなどでプレイできた。
2014年10月8日に、サービスを終了した。2019年12月25日から、順次俺!プロジェクトの別アプリであるごくメン!内でストーリーがプレイできるようになった。

## 登場人物
地場 遙（名前変更可）（ちば はるか）
主人公。月城プロにスカウトされ、Ang★Jewelに加入する。
火野坂 赤哉（ひのさか あかや）
Ang★Jewelのリーダー。
速水 葵（はやみ あおい）
Ang★Jewelのメンバー。歌舞伎界のプリンスと呼ばれる歌舞伎役者。
鳴海 若葉（なるみ わかば）
Noir≠Luciferのリーダー。以前は赤哉とユニットを組んでいた。
天王寺 コウ（てんのうじ こう）
Noir≠Luciferのメンバー。元美容師。
冥王 結紫（めいおう ゆうし）
Noir≠Luciferのメンバー。遙とは幼馴染。
木崎 幹人（きざき みきひと）
Ang★Jewelのマネージャー。
金蔵 山吹（かねくら やまぶき）
月城プロの社長。遙をスカウトした。
黒沢 土岐（くろさわ とき）
ライバルユニットNoir≠Luciferのサタプロの社長。オカマ口調。
愛沢 萌（あいざわ もえ）
サタプロの女性アイドル。赤哉のファンで、遙に嫌がらせをする。
艶島 涙子（つやしま るいこ）
月城プロの大物女優。

## スタッフ
- プロデューサー：ばさしの
- キャラクターデザイン：泉なつ